# João Místico
João Místico (em grego: Ἰωάννης ὁ Μυστικός; fl. ca. 926-946) fi um oficial bizantino, que serviu como ministro chefe (paradinástevo) do império no começo do reinado de Romano I Lecapeno (r. 920–944). Após surgirem suspeitas dele estar interessado no trono, foi deposto e enviado ao exílio num mosteiro. Posteriormente recuperou seu lugar na corte, liderando uma missão de três anos no exterior nos anos 930, e aparentemente readquirindo sua antiga posição elevada com a ascensão de Constantino VII Porfirogênito (r. 913–959) como governante única em 945. Ele é mencionado pela última vez liderando uma embaixada para Maomé ibne Tugueje (r. 935–946) em 946.

## Vida

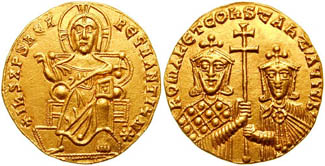
Soldo de r. e r.

Nada se sabe sobre sua origem ou infância. Aparentemente foi nomeado paradinástevo pelo imperador Romano I Lecapeno (r. 920–944) em algum momento entre 922 e 924, após a queda de seu predecessor, João, o Reitor, contra quem acusações foram levadas diante do imperador, forçando-o a abandonar seu ofício e ser tonsurado um monge. Ele aparece pela primeira vez nesta capacidade durante as negociações com o imperador búlgaro Simeão I (r. 893–927) em 924: fez parte de uma embaixada, junto com o patriarca Nicolau I de Constantinopla (r. 912–925) e o patrício Miguel Estipiota, que o governante búlgaro enviou de volta para Constantinopla, exigindo negociar com Romano em pessoa.
João foi elevado à alta posição cortesã de patrício e antípato em 19 de abril de 924 ou 925, que relatadamente causou inveja em vários cortesãos. Segundo Steven Runciman, o evento esteve possivelmente relacionado com a ascensão de João a maior proeminência nos assuntos de Estado, que até então havia sido dominado pelo patriarca Nicolau, cuja saúde estava debilitada. Embora fosse confiado e valorizado pelo imperador Romano I, em outubro de 925, foi acusado de desejar o trono, com ajuda de seu sogro, o logóteta do dromo Cosme. Romano inicialmente recusou-se a acreditar nas acusações, mas seus rivais conseguiram coletar provas suficientes que João foi forçado a fugir para o Mosteiro de Monocastano e tornar-se um monge junto com seu amigo Constantino Boilas, enquanto seu sogro foi preso e açoitado. O camareiro Teófanes sucedeu-se o como paradinástevo.

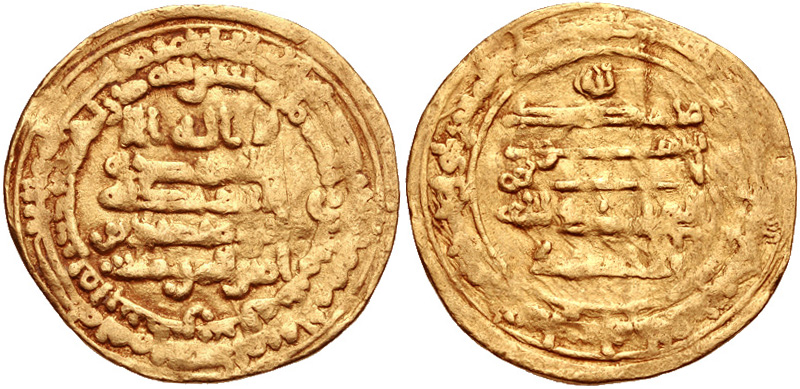
Dinar de ouro do emir iquíxida Maomé ibne Tugueje r.

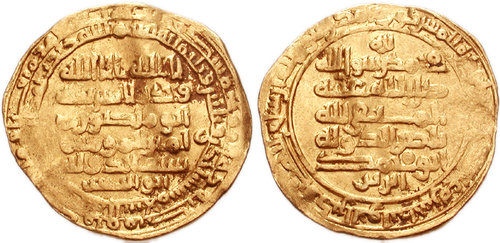
Dinar de ouro dos emires hamadânidas Ceife Adaulá r. e Nácer Adaulá r.

A carreira de João depois disso é parcialmente registrada em doze cartas trocadas entre 927/928 e 925 com Nicetas Magistro, um antigo alto oficial igualmente desgraçado. Nicetas consistentemente endereça João com o título de "patrício e místico". Sabe-se mediante estas cartas que João posteriormente reentrou no serviço imperial, abandonando o mosteiro e reingressando na corte imperial como ecônomo. Foi enviado por Romano I numa missão de três anos como emissário para "bárbaros" não especificados, da qual retornou em algum momento entre 938 e 940. João usou seu posto restaurado para patrocinar Nicetas com sucesso, assegurando-lhe um estipendio anual (roga). Após a queda de Romano I e a restauração de Constantino VII Porfirogênito (r. 913–959) como poder imperial única em janeiro de 945, João aparentemente readquiriu sua posição proeminente e influência na corte, como indicado por uma carta endereçada a ele pelo metropolita de Niceia Alexandre, pedindo por sua intervenção para assegurar sua reconvocação do exílio na Crimeia.
Segundo Almaçudi em 946, quando o governante semi-independente do Egito e Síria, Maomé ibne Tugueje (r. 935–946), enviou uma embaixada sob Abu Umair Adi ibne Amade Aladani de moro a arranjar uma trégua e uma troca de prisioneiros, João liderou a embaixada bizantina para Maomé em resposta. Na ocasião, Almaçudi descreve João como antípato e patrício, místico e um monge. João encontrou Maomé em Damasco pouco antes da morte do último em julho de 946. As negociações foram continuadas por Abul Misque Cafur, que retornou para o Egito. João acompanhou-o para a Palestina com Aladani, onde deu-lhes 30 000 dinares de ouro como resgate dos prisioneiros. João e seu colega árabe então velejaram de Tarso para Constantinopla, onde uma embaixada enviada pelo novo governante do norte da Síria, Ceife Adaulá (r. 945–967) esperou continuar negociações. A troca ocorreu em setembro/outubro de 946 no rio Lamos, na Cilícia, na presença de João e o magistro Cosme. Na ocasião, Almaçudi elogiou a erudição e conhecimento de João dos antigos escritores e filósofos gregos e romanos. Nada mais se sabe sobre ele.